# کالیکو جک

پرچم جک چلواری

کالیکو جک (Calico Jack) با نام اصلی ناخدا جان راکام (به انگلیسی: Captain John Rackham) (زادهٔ ۲۶ دسامبر ۱۶۸۲ – درگذشتهٔ ۱۷ نوامبر ۱۷۲۰) یک ناخدای معروف دزدان دریایی انگلیسی در سدهٔ ۱۸ میلادی بود.
لقب چِلواری را به خاطر این به او داده‌اند چون همیشه لباس‌هایی از جنس چلوار می‌پوشید.
دو نفر از مشهورترین زنان دزد دریایی یعنی آن بانی و ماری رید جزو خدمهٔ جک چلواری بودند.